# Disa cooperi
Disa cooperi är en orkidéart som beskrevs av Heinrich Gustav Reichenbach. Disa cooperi ingår i släktet Disa och familjen orkidéer. Inga underarter finns listade i Catalogue of Life.